# EA-Generali Ladies Linz 1996
EA-Generali Ladies Linz 1996 — жіночий тенісний турнір, що відбувся на закритих кортах з килимовим покриттям Intersport Arena і Лінці (Австрія). Належав до турнірів 3-ї категорії в рамках Туру WTA 1996. Відбувсь удесяте і тривав з 26 лютого до 3 березня 1996 року. Шоста сіяна Сабін Аппельманс здобула титул в одиночному розряді.

## Фінальна частина

### Одиночний розряд
Сабін Аппельманс —  Жюлі Алар-Декюжі 6–2, 6–4
- Для Аппельманс це був єдиний титул за сезон і 8-й — за кар'єру.

### Парний розряд
Манон Боллеграф /  Мередіт Макґрат —  Ренне Стаббс /  Гелена Сукова 6–4, 6–4
- Для Боллеграф це був 1-й титул за рік і 22-й - за кар'єру. Для Макґрат це був 2-й титул за сезон і 26-й — за кар'єру.